# Brynów

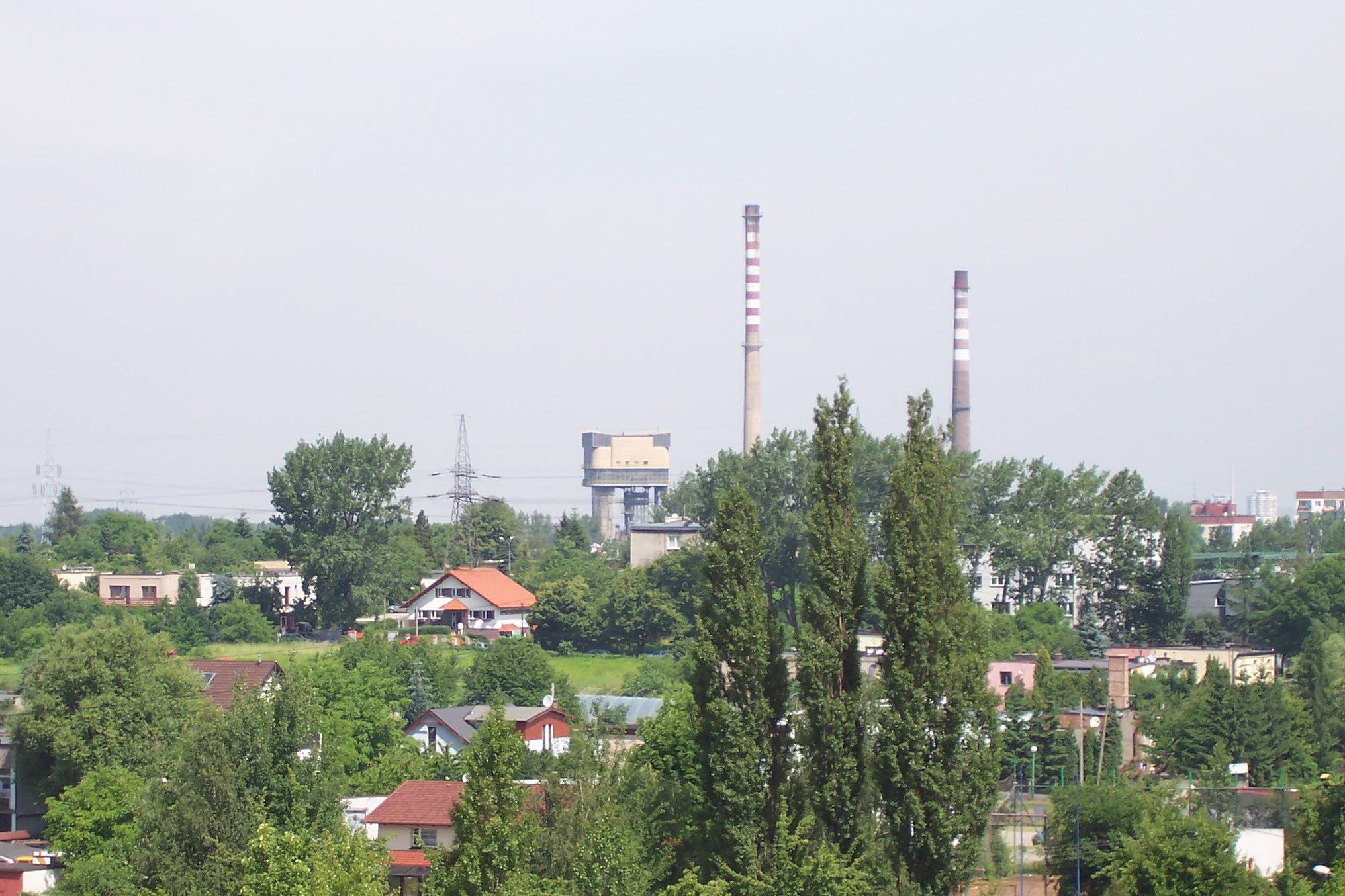
Brynów

Brynów è un quartiere di Katowice. Vi abitano 24.000 persone (2002). Originariamente era un villaggio a sé stante, fondato nel XV secolo.
È diviso in due sotto-distretti: Osiedle Zgrzebnioka, la zona orientale con circa 7.200 abitanti; Załęska Hałda, la zona occidentale con circa 16.800 abitanti. Si trova tra i distretti di Załęże, Osiedle Paderewskiego - Muchowiec, Katowice-Śródmieście, Ligota - Panewniki e Piotrowice - Ochojec.
Brynów è famoso per la presenza della miniera di carbone Kopalnia Wujek, dove nel 1981 il governo della Polonia represse duramente una manifestazione popolare. A Brynów vi è anche il Parco Kościuszko, il più ampio della città, la Chiesa di San Michele Arcangelo e l'unica torre per il paracadutismo in Polonia, dove si combatté una battaglia durante la seconda guerra mondiale.
Nel quartiere vi è anche una stazione dei treni, varie strade principali e una linea di tram. Nei dintorni c'è anche un aeroporto civile.